# Bernardo do Mearim
Bernardo do Mearim este un oraș în unitatea federativă Maranhão (MA), Brazilia.